# Liste des phares du Venezuela
Liste des phares du Venezuela : 
Situé sur la côte nord de l'Amérique du Sud, le Venezuela possède une longue côte faisant face à la mer des Caraïbes. De plus, le Venezuela administre un certain nombre d'îles dans le prolongement ouest de la chaîne des Petites Antilles, ainsi que l'île Margarita et des autres îles des Caraïbes. comme Isla de Aves, une île isolée des Caraïbes orientales revendiquée et occupée par le Venezuela.
Un petit nombre de phares historiques sont encore en service au Venezuela, mais il existe de nombreuses tours modernes en fibre de verre ou métallique à claire-voie que le Venezuela a mis en place.
Les phares en activité au Venezuela appartiennent à la marine vénézuélienne et sont gérés par l'Oficina Coordinadora de Hidrografía y Navegación (Ochina). 

## Dépendances fédérales

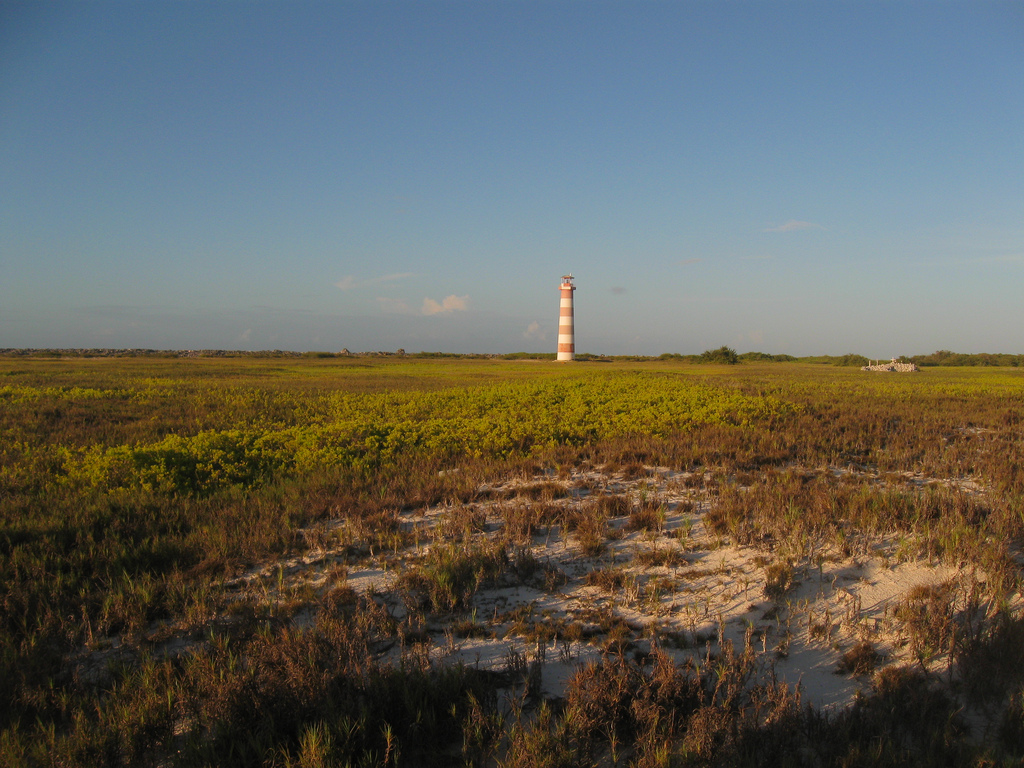
Cayo Herradura.

- Archipel de Los Monjes : Phare de Monjes del Sur
- Archipel de Las Aves : ...
- Archipel de Los Roques : Phare de Gran Roque
- La Orchila : Phare de Cerro Walker
- Île de la Tortue : Phare de Cayo Herradura
- Île de la Blanquilla : Phare de La Blanquilla
- Archipel de Los Frailes : Phare de Los Frailes
- Archipel de Los Testigos : ...
- Isla de Aves : Phare de Isla de Aves
- Isla de Patos : Phare de Isla de Patos

## État de Zulia

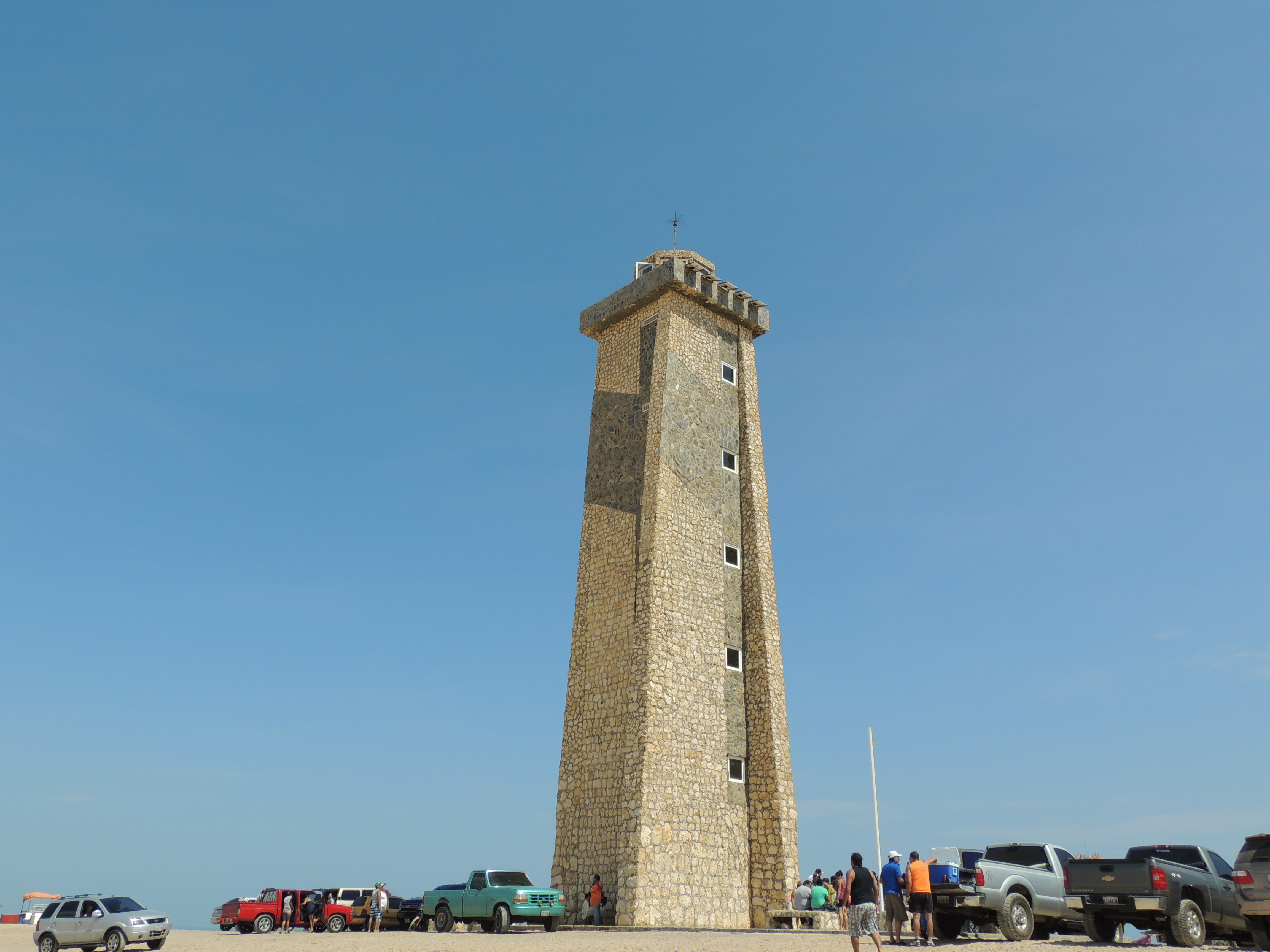
Cap San Roman

- Phare de Isla de San Carlos

## État de Falcón
- Phare du cap San Román, (cap San Román (es))
- Phare d'Adícora,
- Phare de Punta Macolla, (Punta Macolla (es))

## État de Carabobo
- Phare du Fortin Solano, (Puerto Cabello)
- Phare de Punta Brava

## État d'Aragua
- Phare de Punta El Palito

## État de La Guaira
- Phare de La Sabana
- Phare de Puerto Azul (Naiguatá)

## État de Miranda
- Phare de Farallón Centinela
- Phare de Cabo Codera (Brión)

## État d'Anzoátegui
- Îles Chimanas :
  - Phare de Chimana Segunda

## État de Nueva Esparta
- Île Coche : ...

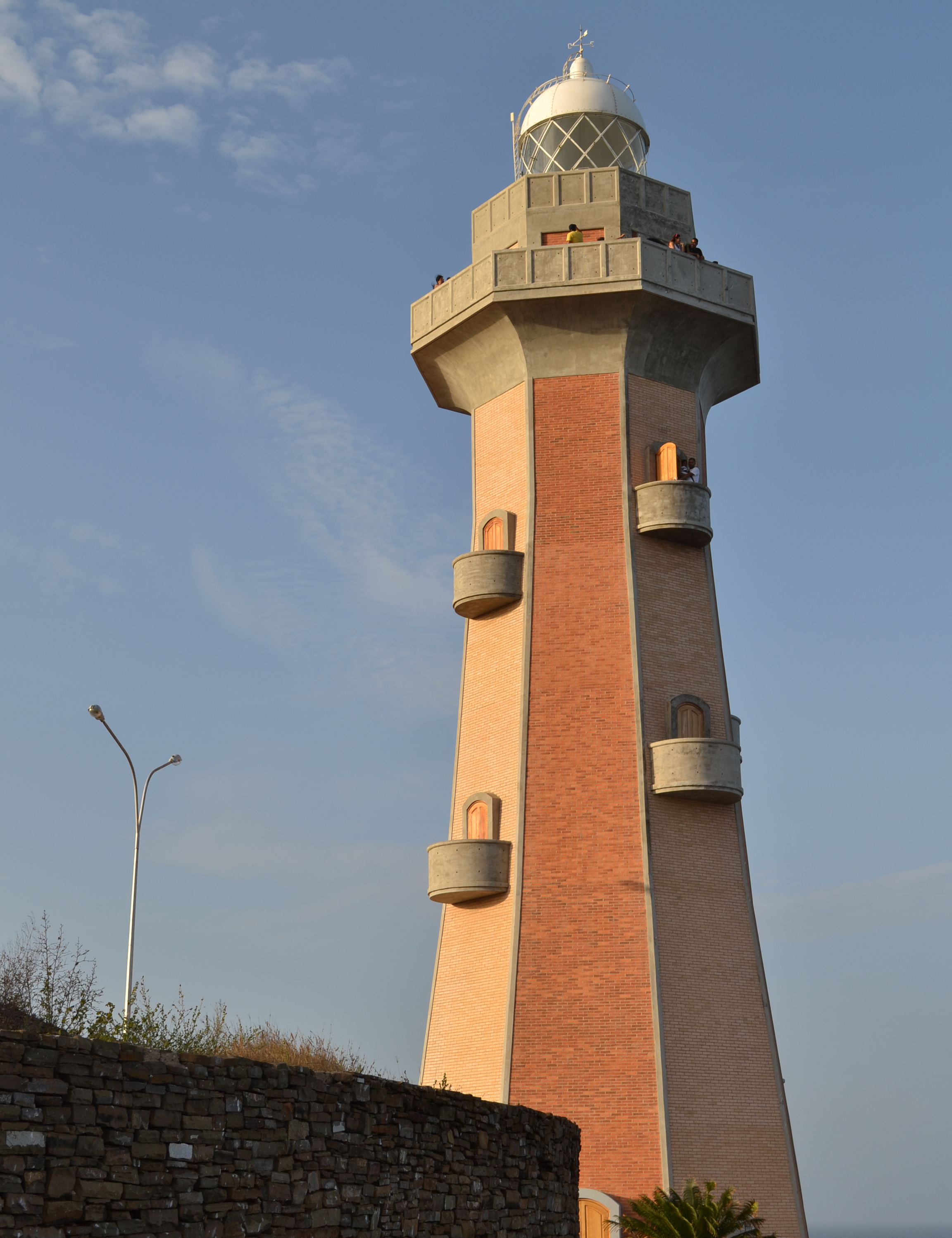
Punta Ballena

- Île de Cubagua : Phare de Punta Charagato
- Île de Margarita :
  - Phare de La Puntilla
  - Phare de Punta Faragoza
  - Phare de Cabo Negro
  - Phare de Punta Ballena

## État de Sucre
- Phare de Güiria, Güiria
- Phare de Punta Arenas

## État de Delta Amacuro
- Phare de Isla Cotorra